# Margaluyu (Manonjaya)
Margaluyu is een bestuurslaag in het regentschap Tasikmalaya van de provincie West-Java, Indonesië. Margaluyu telt 6529 inwoners (volkstelling 2010).